# Morti nel 1701
| Questa pagina contiene informazioni ricavate automaticamente dalle voci biografiche con l'ausilio del template Bio e di un bot. L'aggiornamento è periodico e automatico e ricostruisce completamente la pagina. Se manca una persona in questa lista, sei pregato di non aggiungerla, ma accertati piuttosto che la sua voce biografica contenga il template Bio e che i dati anagrafici siano correttamente compilati. Se il template Bio manca, inseriscilo tu stesso o, in alternativa, metti l'avviso {{tmp\|Bio}} che ne segnala la mancanza. Se i dati riportati sono sbagliati, correggi direttamente la voce biografica; le modifiche saranno visibili in questa lista entro pochi giorni. Per chiarimenti vedi il progetto biografie. La lista contiene solo le 77 persone che sono citate nell'enciclopedia e per le quali è stato implementato correttamente il template Bio. Pagina aggiornata al 18 lug 2025. |

## Gennaio(7)
- 3 gennaio - Luigi I di Monaco, principe monegasco (n. 1642)
- 4 gennaio - Ernst Rüdiger von Starhemberg, generale austriaco (n. 1638)
- 5 gennaio - Louis François Marie Le Tellier de Barbazieux, politico e nobile francese (n. 1668)
- 6 gennaio - Toussaint Rose, politico francese (n. 1611)
- 14 gennaio - Mito Kōmon, giapponese (n. 1628)
- 17 gennaio - Carlo Loffredo, arcivescovo cattolico italiano (n. 1635)
- 17 gennaio - Domenico Belisario de Bellis, vescovo cattolico italiano (n. 1647)

## Febbraio(6)
- 1º febbraio - Simplicio Caravita, arcivescovo cattolico italiano (n. 1639)
- 3 febbraio - Enea Silvio Caprara, generale austriaco (n. 1631)
- 10 febbraio - Savio Mellini, cardinale italiano (n. 1644)
- 15 febbraio - Urbano Chevreau, scrittore francese (n. 1613)
- 18 febbraio - Emanuele da Como, pittore italiano (n. 1625)
- 18 febbraio - Gian Domenico Partenio, compositore, cantante e presbitero italiano (n. 1633)

## Marzo(4)
- 5 marzo - Richard Coote, I conte di Bellomont, politico irlandese (n. 1636)
- 19 marzo - John Egerton, III conte di Bridgewater, militare britannico (n. 1646)
- 25 marzo - Jean Regnault de Segrais, poeta, letterato e traduttore francese (n. 1624)
- 28 marzo - Domenico Guidi, scultore italiano (n. 1625)

## Aprile(6)
- 2 aprile - Henry Howard, VII duca di Norfolk, nobile e militare inglese (n. 1655)
- 8 aprile - Antonio Petrini, architetto italiano
- 18 aprile - Enrico di Nassau-Dillenburg, nobile tedesco (n. 1641)
- 21 aprile - Asano Naganori, militare giapponese (n. 1667)
- 22 aprile - Adolfo Giovanni II del Palatinato-Zweibrücken-Kleeburg, militare e nobile svedese (n. 1666)
- 29 aprile - Marco Alessandro del Borro, politico e funzionario italiano

## Maggio(8)
- 18 maggio - Niwa Mitsushige, militare giapponese (n. 1622)
- 18 maggio - Friedrich Spanheim il Giovane, teologo olandese (n. 1632)
- 20 maggio - Cristiana di Schleswig-Holstein-Sonderburg-Glücksburg, duchessa (n. 1634)
- 23 maggio - Benedetto Cappello, politico e funzionario italiano (n. 1653)
- 23 maggio - William Kidd, pirata scozzese (n. 1645)
- 23 maggio - Anne Hilarion de Costentin de Tourville, ammiraglio francese (n. 1642)
- 26 maggio - Augusta di Schleswig-Holstein-Sonderburg-Glücksburg, principessa danese (n. 1633)
- 30 maggio - Theophilus Hastings, VII conte di Huntingdon, politico inglese (n. 1650)

## Giugno(4)
- 2 giugno - Madeleine de Scudéry, scrittrice francese (n. 1607)
- 9 giugno - Filippo I di Borbone-Orléans, principe francese (n. 1640)
- 23 giugno - Augustin-Charles d'Aviler, architetto e scrittore francese (n. 1653)
- 29 giugno - Pieter Mulier, pittore olandese (n. 1637)

## Luglio(6)
- 2 luglio - Filippo Schor, architetto, ingegnere e scenografo italiano (n. 1646)
- 5 luglio - Pier Matteo Petrucci, cardinale e vescovo cattolico italiano (n. 1636)
- 17 luglio - Giulio Cesare Arresti, musicista italiano (n. 1619)
- 17 luglio - Vladimir Dmitrievič Dolgorukov, ufficiale russo (n. 1638)
- 24 luglio - Jacob Gillig, pittore olandese
- 31 luglio - Edward Rich, VI conte di Warwick, conte britannico (n. 1673)

## Agosto(5)
- 1º agosto - Jan Chryzostom Pasek, scrittore, nobile e militare polacco (n. 1636)
- 9 agosto - Stanisław Solski, matematico, architetto e gesuita polacco (n. 1622)
- 20 agosto - Charles Sedley, V baronetto, nobile, politico e commediografo inglese (n. 1639)
- 22 agosto - Sauvolle de la Villantry, esploratore e funzionario francese (n. 1671)
- 23 agosto - Cornelis Jansz Mejjer, ingegnere olandese (n. 1629)

## Settembre(7)
- 15 settembre - Giuseppe Berneri, poeta e commediografo italiano (n. 1637)
- 15 settembre - Edme Boursault, drammaturgo francese (n. 1638)
- 16 settembre - Giacomo II d'Inghilterra, re (n. 1633)
- 16 settembre - Inhyeon di Joseon, regina coreana (n. 1667)
- 17 settembre - Stanisław Papczyński, religioso polacco (n. 1631)
- 27 settembre - François Dollier de Casson, missionario francese (n. 1636)
- 28 settembre - Giovannetta di Sayn-Wittgenstein, nobildonna tedesca (n. 1632)

## Ottobre(1)
- 15 ottobre - Antonio Bova, pittore italiano (n. 1641)

## Novembre(4)
- 9 novembre - Huibin Jang, regina coreana (n. 1659)
- 13 novembre - Anna Adelaide di Fürstenberg-Heiligenberg, principessa tedesca (n. 1659)
- 19 novembre - Laurenz Tanner, politico svizzero (n. 1631)
- 29 novembre - Carlo Labia, arcivescovo cattolico italiano

## Dicembre(5)
- 1º dicembre - Maria Benigna Francesca di Sassonia-Lauenburg, nobile sassone (n. 1635)
- 2 dicembre - Jaime de Palafox y Cardona, arcivescovo cattolico spagnolo (n. 1642)
- 22 dicembre - Gaetano Zumbo, abate e scultore italiano (n. 1656)
- 27 dicembre - Giuseppe Caiola, teologo e gesuita italiano (n. 1633)
- 27 dicembre - Johann Wolfgang Textor, giurista tedesco (n. 1638)

## Senza giorno specificato(14)
- David Abercromby, medico, filosofo e teologo scozzese
- Miguel de Barrios, storico e poeta spagnolo (n. 1625)
- Alexandre Bontemps, francese (n. 1626)
- George Booth, pirata britannico
- Abraham Conrad Buchau, scultore tedesco (n. 1623)
- Pietro Giovanni Della Torre, avvocato italiano (n. 1641)
- Jacob de Heusch, pittore e incisore olandese (n. 1657)
- Simone d'Imerezia, re
- Gregorio Leti, letterato italiano (n. 1630)
- Henry Maundrell, scrittore e presbitero inglese (n. 1665)
- Hacı Hüseyin Pascià, corsaro ottomano
- Johannes Munnickhuysen, incisore e tipografo olandese (n. 1654)
- Sebastiano Perissi, vescovo cattolico italiano (n. 1631)
- Pietro Sammartini, compositore italiano (n. 1636)